# NGC 7305
NGC 7305 este o galaxie situată în constelația Pegas. A fost descoperită în 1 septembrie 1886 de către Lewis A. Swift.